# Dicranella temperata
Dicranella temperata är en bladmossart som beskrevs av Kenneth Willway Allison 1950. Dicranella temperata ingår i släktet jordmossor, och familjen Dicranaceae. Inga underarter finns listade i Catalogue of Life.